# Aprikoskremla
Aprikoskremla (Russula risigallina) är en svampart som först beskrevs av August Johann Georg Karl Batsch, och fick sitt nu gällande namn av Pier Andrea Saccardo 1915. Aprikoskremla ingår i släktet kremlor och familjen kremlor och riskor.  Arten är reproducerande i Sverige. Inga underarter finns listade i Catalogue of Life.
I den svenska databasen Dyntaxa används istället namnet Russula vitellina för samma taxon.  Arten är reproducerande i Sverige.

## Bildgalleri

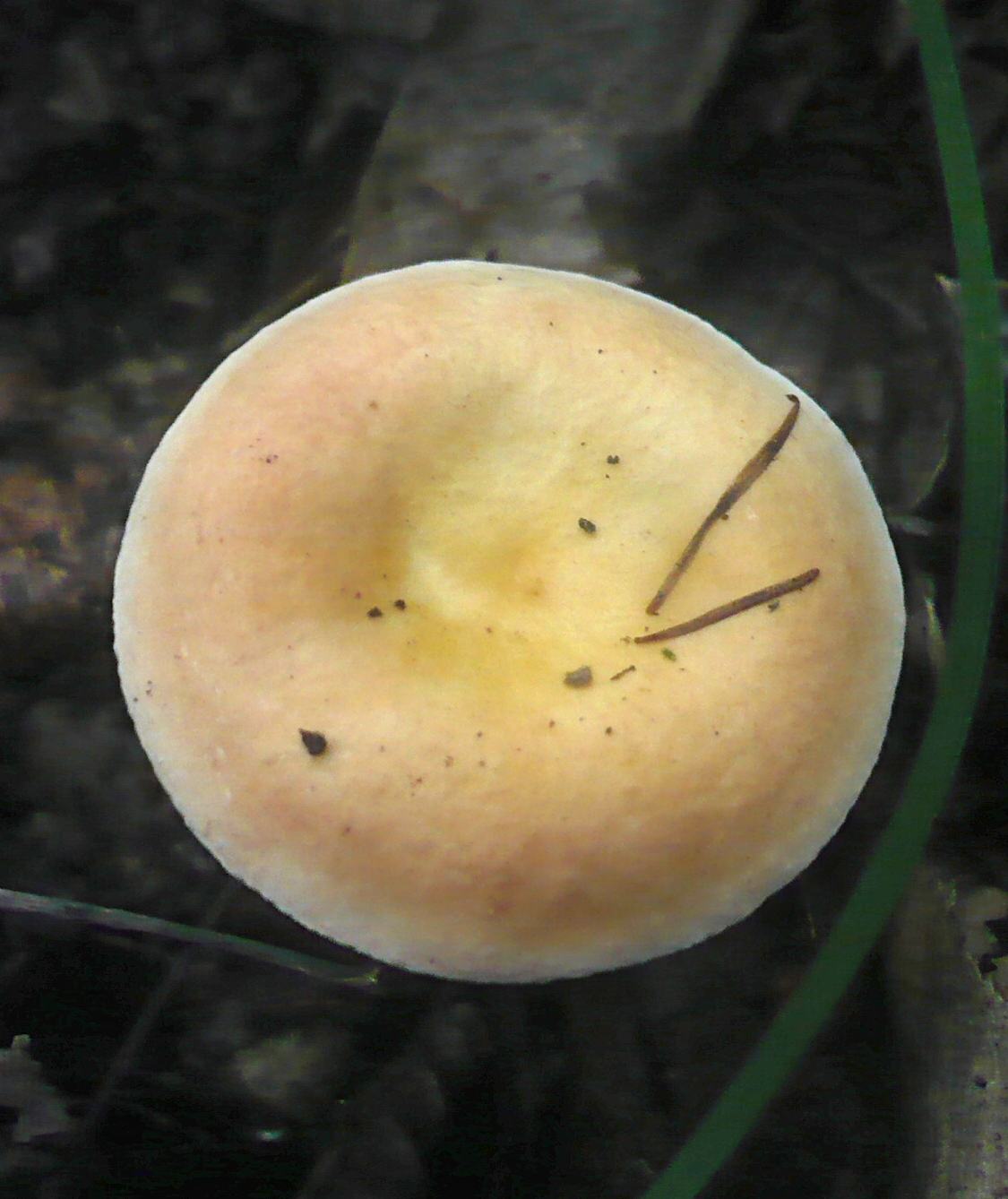
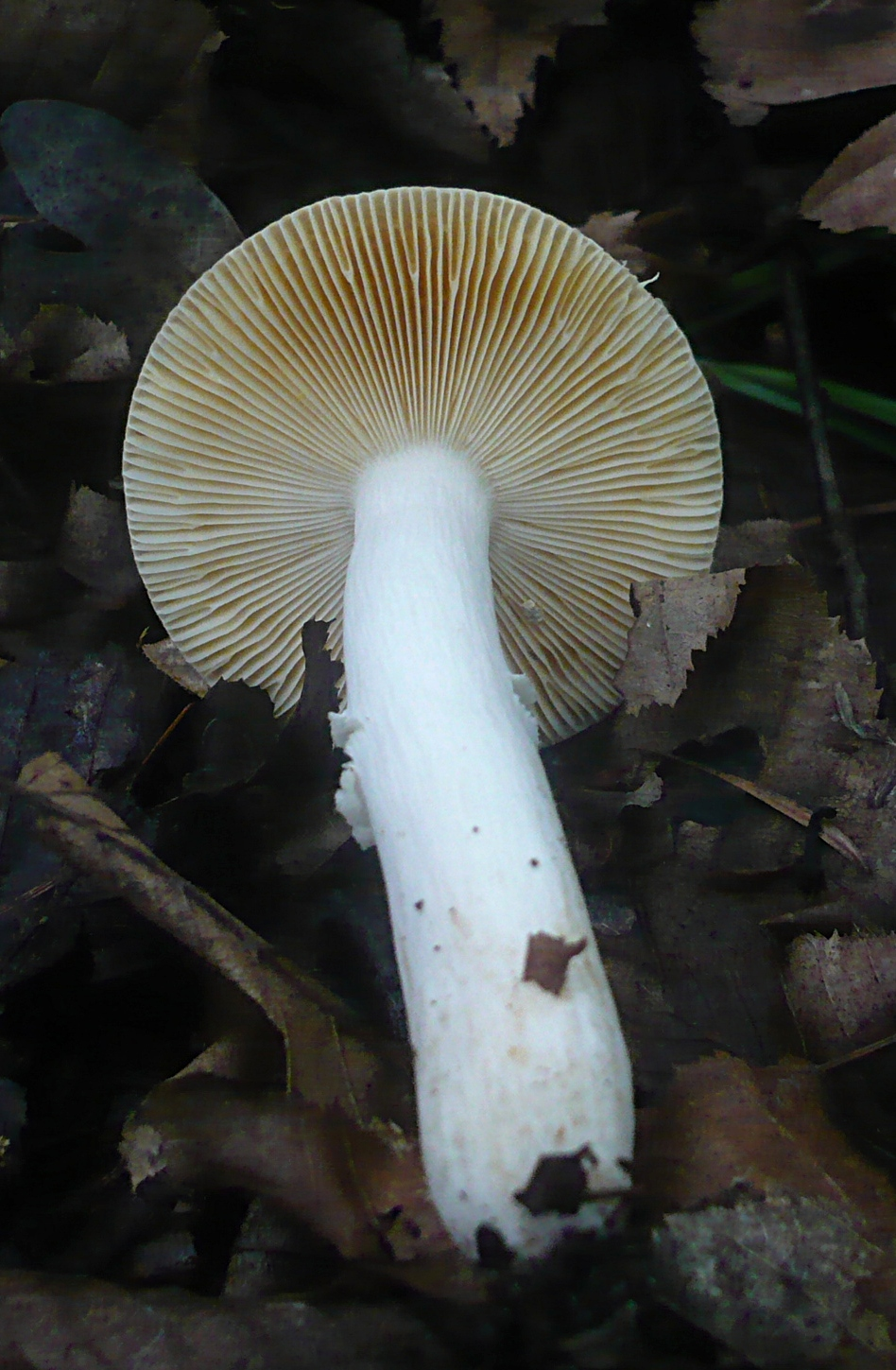
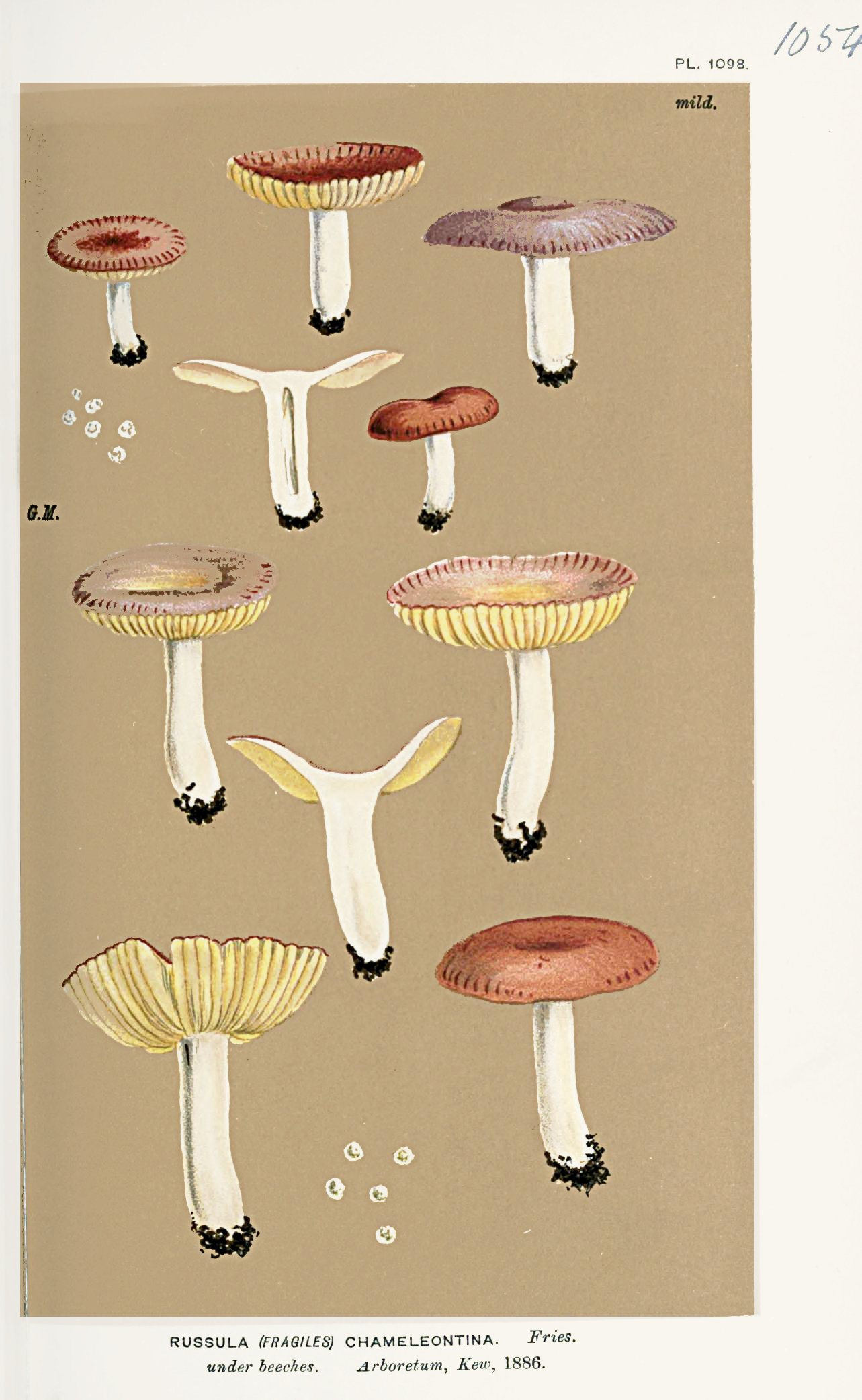
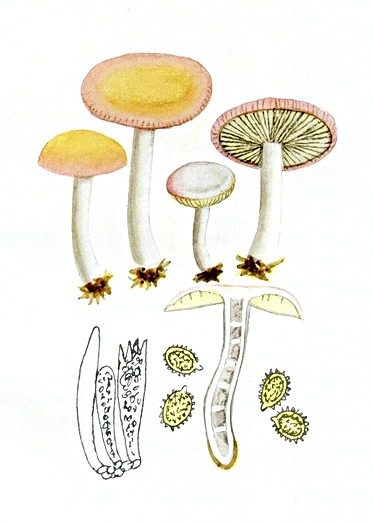